# Cercle polar antàrtic
El cercle polar antàrtic és un dels cinc paral·lels principals que assenyalen els mapes de la Terra. La regió al sud d'aquest cercle es coneix com l'Antàrtida, i la zona immediatament al nord s'anomena zona temperada meridional. En tot punt al sud del cercle polar antàrtic hi ha almenys un dia de l'any en què el Sol està sobre l'horitzó durant 24 hores seguides. De la mateixa manera, hi ha almenys un dia en què el Sol roman sota l'horitzó durant 24 hores seguides. Això (i les estacions de l'any) és perquè l'eix de rotació de la Terra es troba inclinat actualment (època 2010) 23° 26′ 16″ respecte al pla de l'òrbita terrestre al voltant del Sol; això també és cert dins del cercle polar equivalent a l'hemisferi nord, el cercle polar àrtic.
La posició del cercle antàrtic no està fixada i actualment es situa a la latitud 66° 33′ 42.354" (època 2022) al sud de l'Equador. Aquesta xifra pot ser lleugerament inexacta perquè no permet els efectes de nutació, que pot ser de fins a 10″. La seva latitud depèn de la inclinació axial de la Terra, que fluctua dins d'un marge de més de 2° durant un període de 41.000 anys, a causa de la força de mareas resultant de l'òrbita de la Lluna. En conseqüència, el cercle antàrtic està actualment desplaçant-se cap al sud a una velocitat d'aproximadament 145 m (476 ft) per any.

## Història
La idea del cercle antàrtic es troba al text Geografia d'Estrabó, on atribueix la idea original a Parmènides d'Elea, citat per Posidoni. Parmènides va dividir la Terra en cinc zones, dues de les quals adjacents als pols. Aristòtil, citat per Estrabó, va definir les dues zones temperades com estar entre els tròpics i els cercles àrtics. Píteas va informar al segle IV aC sobre el sol de mitjanit, i Eratòstenes va escriure sobre els cercles polars un segle més tard. A l'Europa medieval, els cercles polars es basaven en el planisferi de Cantino.

## Sol de mitjanit i nit polar

Relació de la inclinació axial de la Terra (ε) amb els cercles polars i tropicals

El cercle antàrtic és la latitud més al nord de l'hemisferi sud en què el centre del sol pot romandre contínuament sobre l'horitzó durant vint-i-quatre hores; com a resultat, almenys una vegada a l'any en qualsevol lloc del cercle antàrtic, el centre del sol és visible a mitjanit local, i almenys una vegada el centre del sol està per sota de l'horitzó al migdia local.
Directament al cercle antàrtic aquests esdeveniments ocorren, en principi, exactament una vegada a l'any: als solsticis de desembre i juny, respectivament. Tanmateix, a causa de la refracció atmosfèrica i els miratges, i perquè el sol apareix com un disc i no com un punt, part del sol de mitjanit es pot veure la nit del solstici d'estiu del sud fins a uns 50 minuts (′) (90 km (56 mi)) al nord del cercle antàrtic; de la mateixa manera, el dia del solstici d'hivern del sud, part del sol es pot veure fins a uns 50′ al sud del cercle antàrtic. Això és cert a nivell del mar; aquests límits augmenten amb l'elevació sobre el nivell del mar, encara que a les regions muntanyoses sovint no hi ha una visió directa de l'horitzó real. Els miratges al continent antàrtic acostumen a ser encara més espectaculars que a les regions àrtiques, creant, per exemple, una sèrie de postes i sortides de sol aparents mentre que en realitat el sol roman sota l'horitzó.
A causa de la refracció de la llum a l'atmosfera terrestre (vegeu Refracció atmosfèrica), no només es produeix exactament al cercle polar àrtic, sinó també una mica més enllà dels pols (a partir d'aproximadament ± 65,96° Latitud) al fenomen que el sol no es pon un dia de l'any.
El mateix passa amb el solstici d'hivern.
A causa de la refracció astronòmica, cal estar una mica més a prop del pol per evitar veure la sortida del sol:
- des d'uns ±67,16° Amplada, només la meitat del disc solar arriba per sobre de l'horitzó
- des d'uns ±67,41° En amplada, ni tan sols la vora superior del sol surt per sobre de l'horitzó. En aquest moment, però, és lleuger i tènue com just abans de la sortida o la posta del sol, perquè el sol només es troba sota l'horitzó.

Com més t'acostes al pol, més profund és el sol sota l'horitzó:
- des d'uns ±73,2° Sempre és massa fosc per llegir el diari perquè ja no és ni el capvespre.
- des d'uns ±79,2° Les estrelles més brillants són constantment visibles
- des d'uns ±85,2° Ample, cap resplendor crepuscular del sol arriba al lloc.

## Població
Mentre que les poblacions civils al cercle polar àrtic i a Spitsbergen també viuen molt més enllà (per sobre dels 78° latitud nord), no hi ha població civil a prop o al sud del cercle antàrtic. La ubicació civil més al sud de la Terra, l'estació Esperanza d'Argentina, es troba a 63° 23' latitud sud; això correspon aproximadament a la proximitat del pol de Trondheim al centre de Noruega.

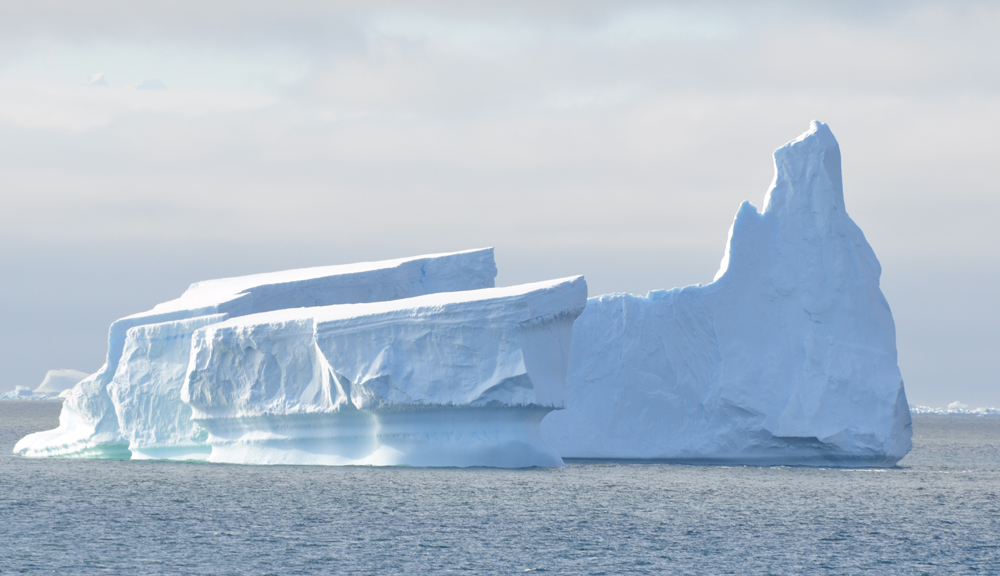
Un iceberg prop del cercle antàrtic al nord de l'illa Detaille.

Així, no hi ha cap població humana permanent al sud del Cercle Antàrtic, però hi ha diverses bases antàrtiques permanents operades per diverses nacions que estan habitades per equips de científics que giren de manera estacional. En segles anteriors s'hi havien establert algunes estacions de caça de balenes semipermanents al continent, i uns quants baleners hi vivirien un any o més. Almenys tres nens han nascut a l'Antàrtida, encara que en estacions al nord del cercle antàrtic.
A la zona es duu a terme una estreta col·laboració entre agències científiques d'uns quants països sota la coordinació del Comitè Científic per la Investigació a l'Antàrtida (SCAR), el principal grup assessor científic internacional del Tractat Antàrtic.

## Geografia
La circumferència del cercle antàrtic és aproximadament de 16.000 km. L'àrea al sud del Cercle és d'uns 20.000.000 km² cobreix aproximadament el 4% de la superfície terrestre. La major part del continent de l'Antàrtida es troba dins del cercle antàrtic.

### Llocs al llarg del cercle
El cercle antàrtic es troba gairebé en la seva totalitat a l'oceà antàrtic i delimita aproximadament la forma del continent antàrtic. Tanmateix, l'interseca en uns quants llocs, començant des de 0° de longitud i en direcció est :
- Terra d'Enderby ;
- Terra de Wilkes (la costa del continent segueix més o menys el cercle antàrtic en gairebé 50° de longitud) ;
- la península antàrtica.

El cercle antàrtic també passa per les illes Balleny i passa molt a prop de l'illa Borradaile, en el canal de vuit quilòmetres d'ample entre les illes Young i Buckle.
Així, començant al meridià zero i dirigint-se cap a l'est, el cercle antàrtic passa per:
| Coordenades                                | País, territori o mar                                                | Notes                                                                           |
| ------------------------------------------ | -------------------------------------------------------------------- | ------------------------------------------------------------------------------- |
| 66° 34′ S, 0° 0′ E / 66.567°S,0.000°E      | Oceà antàrtic                                                        | Al nord de Terra de la Reina Maud i Terra d'Enderby                             |
| 66° 34′ S, 50° 32′ E / 66.567°S,50.533°E   | Antàrtida – Terra d'Enderby                                          | Territori reclamat per Austràlia                                                |
| 66° 34′ S, 57° 19′ E / 66.567°S,57.317°E   | Oceà antàrtic                                                        | Nord de la barrera de gel d'Amery                                               |
| 66° 34′ S, 82° 6′ E / 66.567°S,82.100°E    | Antàrtida                                                            | Territori reclamat per Austràlia                                                |
| 66° 34′ S, 89° 14′ E / 66.567°S,89.233°E   | Oceà antàrtic                                                        |                                                                                 |
| 66° 34′ S, 91° 29′ E / 66.567°S,91.483°E   | Antàrtida                                                            | Territori reclamat per Austràlia                                                |
| 66° 34′ S, 92° 21′ E / 66.567°S,92.350°E   | Oceà antàrtic                                                        |                                                                                 |
| 66° 34′ S, 93° 52′ E / 66.567°S,93.867°E   | Antàrtida                                                            | Territori reclamat per Austràlia                                                |
| 66° 34′ S, 107° 45′ E / 66.567°S,107.750°E | Oceà antàrtic                                                        | Badia de Vincennes                                                              |
| 66° 34′ S, 110° 12′ E / 66.567°S,110.200°E | Antàrtida – Terra de Wilkes                                          | Territori reclamat per Austràlia                                                |
| 66° 34′ S, 116° 35′ E / 66.567°S,116.583°E | Oceà antàrtic                                                        |                                                                                 |
| 66° 34′ S, 121° 31′ E / 66.567°S,121.517°E | Antàrtida – Terra de Wilkes                                          | Territori reclamat per Austràlia                                                |
| 66° 34′ S, 127° 9′ E / 66.567°S,127.150°E  | Oceà antàrtic                                                        |                                                                                 |
| 66° 34′ S, 129° 38′ E / 66.567°S,129.633°E | Antàrtida – Terra de Wilkes                                          | Territori reclamat per Austràlia                                                |
| 66° 34′ S, 136° 0′ E / 66.567°S,136.000°E  | Antàrtida – Terra Adèlia                                             | Territori reclamat per França                                                   |
| 66° 34′ S, 138° 56′ E / 66.567°S,138.933°E | Oceà antàrtic                                                        |                                                                                 |
| 66° 34′ S, 162° 44′ E / 66.567°S,162.733°E | Illes Balleny – Illa Borradaile                                      | Territori reclamat per Nova Zelanda                                             |
| 66° 34′ S, 162° 45′ E / 66.567°S,162.750°E | Oceà antàrtic                                                        | Passant pel nord de l'Illa Adelaida (reclamat per Argentina, Xile i Regne Unit) |
| 66° 34′ S, 65° 44′ O / 66.567°S,65.733°O   | Antàrtida – Península Antàrtica, Graham Land i Barrera de gel Larsen | Territori reclamat per Argentina, Xile i Regne Unit                             |
| 66° 34′ S, 60° 21′ O / 66.567°S,60.350°O   | Oceà antàrtic                                                        | Passant pel Mar de Weddell i cap a una part sense nom de l'oceà                 |